# سوسک هیولا
سوسک هیولا، همچنین با عنوان سوسک غول پیکر یا سوسک حمام و نیز با نام روسی تاراکانیشچه (انگلیسی: Tarakanishche) شناخته می‌شود، یک شعر افسانه‌ای محبوب روسی برای کودکان است که توسط شاعر کورنی چوکوفسکی در سال ۱۹۲۱ سروده شده‌است. سروده شده‌است. شعر بعداً توسط انتشارات رادوگا در سال ۱۹۲۳ منتشر شد و به عنوان میراث فرهنگی در میان روس زبانان به‌شمار می‌رود. داستان دربارهٔ یک سوسک غول پیکر است که با قلدری و تهدید بر انسان‌ها و حیوانات سلطه می‌یابد، اما در پایان طعمه گنجشکی می‌شود. سوسک بد بزرگ سبیل دار معمولاً به عنوان طنزی در مورد ژوزف استالین به کار برده می‌شود، اگرچه چوکوفسکی ممکن است گریگوری زینوویف و لئون تروتسکی را نیز مد نظر داشته باشد.

## میراث
این شعر در جریان اعتراضات ۲۰۲۰–۲۰۲۱ بلاروس محبوب شد، جایی که معترضان از الکساندر لوکاشنکو، رئیس‌جمهور فعلی به عنوان حشره عنوان نام بردند و شعار «سوسک را متوقف کنید» سر دادند. اولین بار سرگئی تیخانوفسکی با اشاره به این شعر از لوکاشنکو به عنوان سوسک یاد کرد و با اشاره به دمپایی خواستار له کردن سوسک شد و به همین خاطر اعتراضات در بلاروس به انقلاب دمپایی یا انقلاب ضد سوسک معروف شد. تظاهرکنندگان در اشاره‌ای استعاری به این شعر خواستار کشتن سوسک با دمپایی شدند.